# Сереус
Сереус (на латински: Sereus, Serenus, Severus) е херцог на Аквитания (589 – 592) по времето на Меровингите.
Той нследява Астробалд. От 629 г. херцогството Аквитания се управлява от Хариберт II.